# Ramla
Ramla (in ebraico רמלה‎?, Ramlāh; in arabo  الرملة‎?, al-Ramla, colloquiale Ramle), è il capoluogo del distretto Centrale dello Stato di Israele. Secondo l'Ufficio centrale israeliano di statistica, nel 2019 la popolazione complessiva della città era di 76 246 persone.

## Storia
Secondo il geografo arabo Yaʿqūbī (IX secolo), Ramla è stata fondata nel 716 dal califfo omayyade Sulaymān b. ʿAbd al-Malik e il suo nome deriverebbe dall'arabo raml "sabbia". Il popolamento iniziale fu garantito grazie a persone provenienti dalla vicina località di Ludd (Lydda, Lod). Ramla fiorì come capitale del Jund Filasṭīn, uno dei cinque distretti della provincia di al-Shām ("Siria") dell'impero islamico. Fu la città principale e la capitale della regione dalla sua nascita fino all'arrivo dei crociati nell'XI secolo.
Il geografo arabo, Al-Muqaddasi (lett. “il Gerosolimitano"), descrive Ramla all'apice della prosperità:
(al-Muqaddasī, Aḥsān al-taqāsīm fī maʿrifat al-aqālīm ("La migliore ripartizione per la conoscenza delle regioni"))
In seguito la capitale si trasferì a Gerusalemme e Ramla perse la sua importanza politica, pur rimanendo una città importante. La sua rilevanza economica, condivisa con la località adiacente di Lidda (ora Lod), era dovuta alla sua posizione all'intersezione delle due strade principali della Palestina, una che collegava l'Egitto con la Siria e l'altra che univa Gerusalemme al litorale.
Dopo la prima crociata Ramla si trasformò nella sede di una signoria nel regno di Gerusalemme (la signoria di Ramla all'interno della contea di Giaffa e Ascalona) e fu città di un certo peso economico, che serviva da stazione di sosta importante per i pellegrini in viaggio verso la Città Santa della Mecca. I crociati la identificarono con la Ramathaim biblica e si riferirono ad essa come Arimatea.
All'inizio del periodo ottomano, Ramla veniva descritta come una grande città quasi completamente in rovina, con una popolazione ridotta. Nel 1548 si registravano 528 famiglie musulmane e 82 cristiane. Le dimensioni e la composizione della sua popolazione non mutarono di molto fino alla fine del XIX secolo, quando cominciò un periodo di espansione. Durante il Mandato britannico, la popolazione si sviluppò costantemente, fino a un totale di circa 12 000 musulmani e 3 000 cristiani nel 1944. Fino al 1948 fu modesta la presenza ebraica.
Durante la guerra arabo-israeliana del 1948, la posizione geografica di Ramla (in particolare la sua posizione sulla principale via di rifornimento della regione de Gerusalemme) la rese inevitabilmente un punto conteso, e così essa venne attaccata dalle forze ebraiche all'inizio di maggio. Questi primi attacchi furono infruttuosi, ma un attacco più risoluto durante l'operazione Danny portò alla conquista di Ramla tra l'11 e il 12 luglio 1948. La maggior parte degli abitanti della città fuggirono. Gli unici abitanti che rimasero dopo la conquista della città furono circa 400 arabi, per lo più cristiani o che già avevano relazioni con gli ebrei.
Il governo israeliano individuò immediatamente nella città quasi spopolata una risorsa per fornire un ricovero ai numerosi immigrati ebrei che stavano cominciando ad arrivare, e iniziarono ad usare a questo scopo le case abbandonate già nel novembre 1948. Nel febbraio del 1949 la popolazione ebraica aveva superato le 6 000 unità. Ciò nonostante, Ramla e Lidda rimasero ancora per due decenni relativamente depresse economicamente. Nel 1972 la popolazione era salita a 34 000 abitanti. La città è nota per essere stata sede dell'esecuzione del criminale nazista l'SS Adolf Eichmann negli anni sessanta con l'accusa di aver perpetrato crimini contro il popolo ebraico durante la seconda guerra mondiale.

## Società

### Evoluzione demografica
Sempre secondo il CBS, nel 2001 la composizione etnico-religiosa della città era per circa l'80% di ebrei (con una piccola percentuale di caraiti) ed altri non arabi, contro un 20% di arabi israeliani (16% musulmani e 4% cristiani). Vi erano 500 immigrati di recente insediamento.